# (7197) Pieroangela
(7197) Pieroangela est un astéroïde de la ceinture principale.

## Description
(7197) Pieroangela est un astéroïde de la ceinture principale. Il fut découvert le 16 janvier 1994 à Cima Ekar par Andrea Boattini et Maura Tombelli. Il présente une orbite caractérisée par un demi-grand axe de 2,62 UA, une excentricité de 0,23 et une inclinaison de 7,2° par rapport à l'écliptique.

## Compléments